# Villedômer
Villedômer é uma comuna francesa na região administrativa do Centro, no departamento Indre-et-Loire. Estende-se por uma área de 35,32 km². Em 2010 a comuna tinha 1 365 habitantes (densidade: 38,6 hab./km²).